# Shenfield

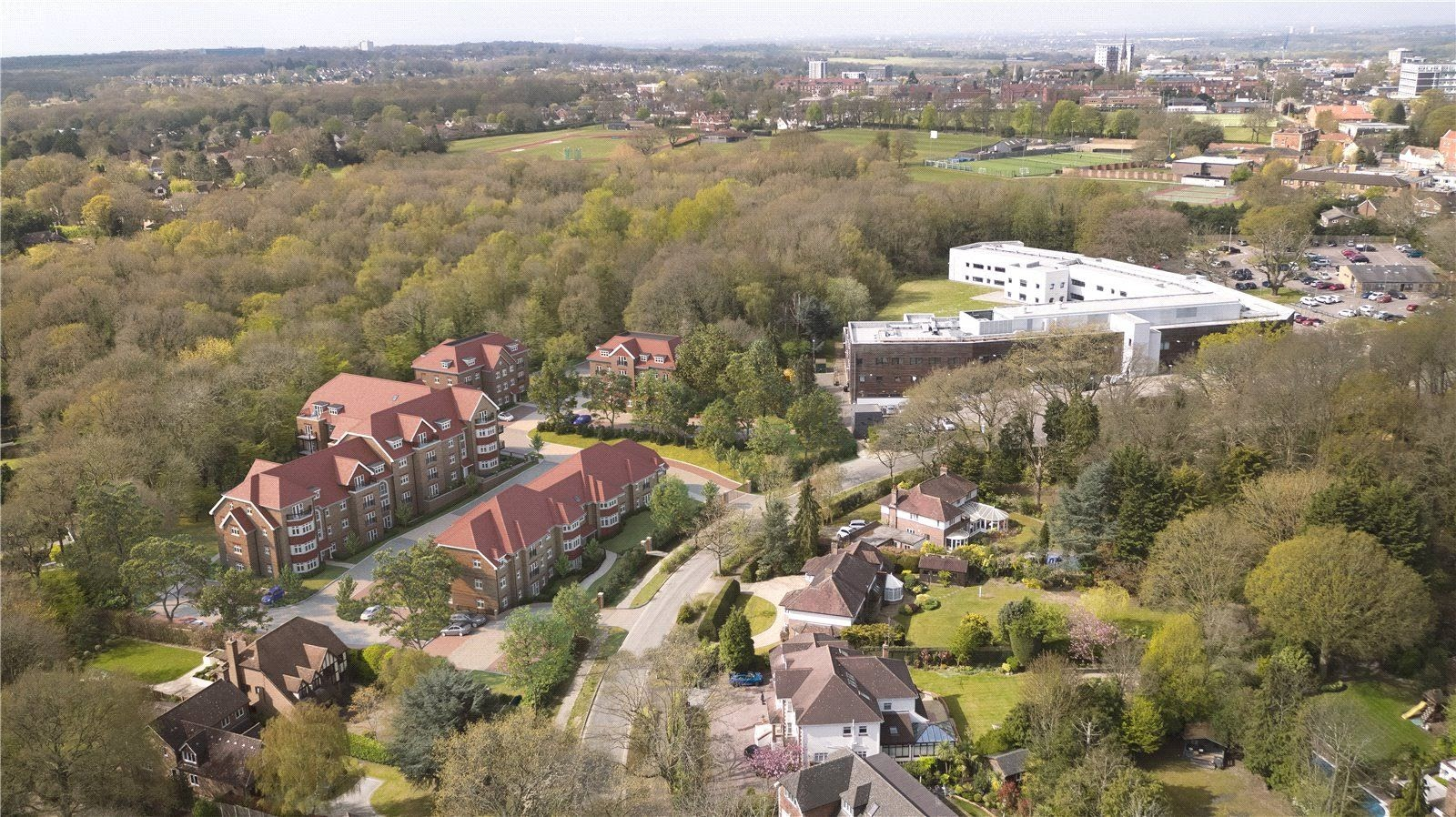
Nuevo desarrollo residencial y el Brentwood Community Hospital, en Shenfield

Shenfield es un suburbio de Brentwood en el municipio de Brentwood, Essex, Inglaterra. En 2020, se estimó que tenía una población de 5.396 habitantes.

## Historia
El antiguo pueblo, junto a la iglesia y el pub Green Dragon, se encuentra a lo largo de la antigua calzada romana (ahora la A1023) que conectaba Londres con Colchester.
Nathaniel Ward, un clérigo puritano y autor, fue nombrado ministro de la iglesia de Shenfield en 1648 y ocupó ese cargo hasta su muerte en 1652.
Entre 1870 y 1872, el Imperial Gazetteer of England and Wales de John Marius Wilson describió Shenfield así:

SHENFIELD, un pueblo y una parroquia en el distrito de Billericay, Essex. El pueblo se encuentra cerca del ferrocarril de Eastern Counties, a 1 milla al noreste de Brentwood; y data al menos desde la época de Eduardo el Confesor. La parroquia abarca 2.397 acres. Ciudad postal, Brentwood. Propiedad tasada, £7.316. Población en 1851, 938; en 1861, 1.149. Casas, 229. La propiedad está muy subdividida. El señorío de Fitzwalters se mantenía antiguamente bajo la tenencia de presentar espuelas doradas en la coronación del rey. Se han encontrado antigüedades romanas. La rectoría pertenece a la diócesis de Rochester. Valor, £580.* Patrono, Condesa Cowper. La iglesia es muy antigua; fue restaurada en 1863 y ampliada en 1867. Las escuelas nacionales se construyeron en 1865. Caridades, £3.

Shenfield fue una antigua parroquia civil; en 1931, tenía una población de 3.501 habitantes. El 1 de abril de 1934, la parroquia fue abolida. La mayor parte del área, incluyendo Shenfield, se añadió al distrito urbano de Brentwood, mientras que una zona menor se incorporó a Mountnessing.

## Geografía

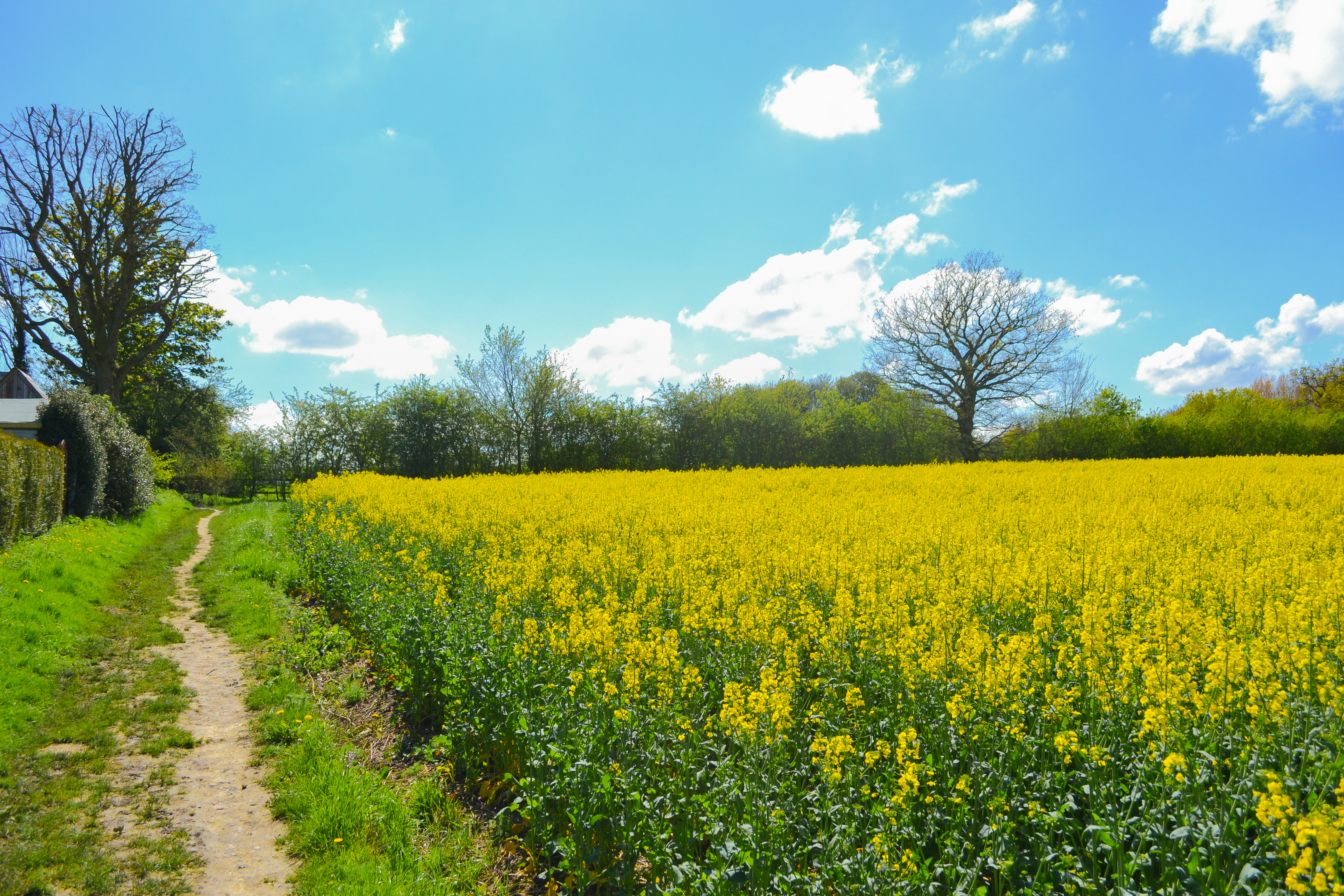
Campos de canola en Shenfield.

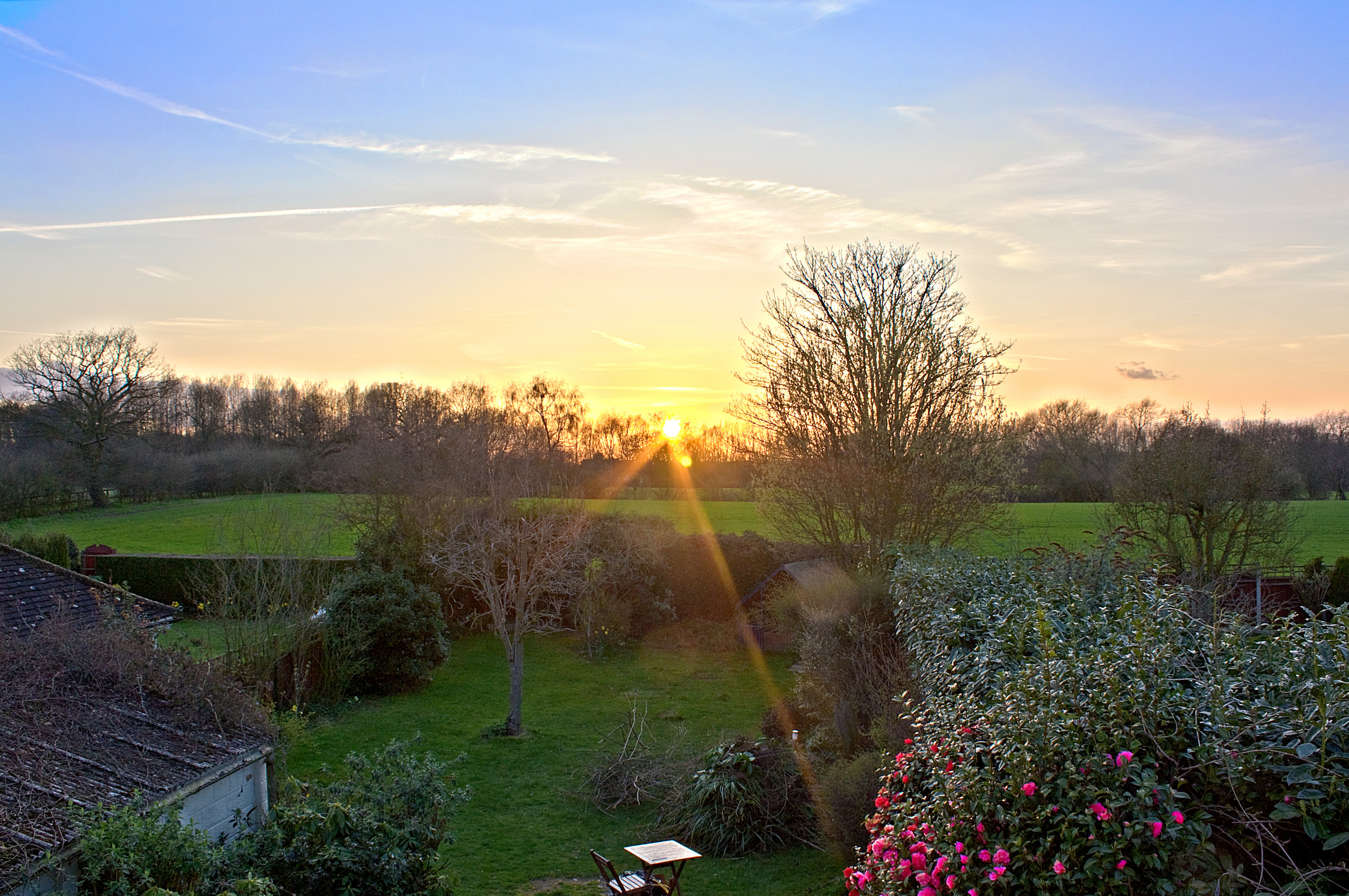
El cinturón verde detrás de la fila más septentrional de casas en Chelmsford Road.

El centro del antiguo pueblo está ubicado a 1 milla (1,6 km) al noreste del centro de Brentwood. Aparte de algunas pequeñas áreas industriales y una modesta pero concurrida zona comercial.
La iglesia parroquial está dedicada a St Mary the Virgin (Iglesia de Santa María) y la escuela primaria de St Mary se encuentra cerca.
El pueblo de Hutton, al este de Shenfield, ahora forma parte en gran medida del área urbanizada.

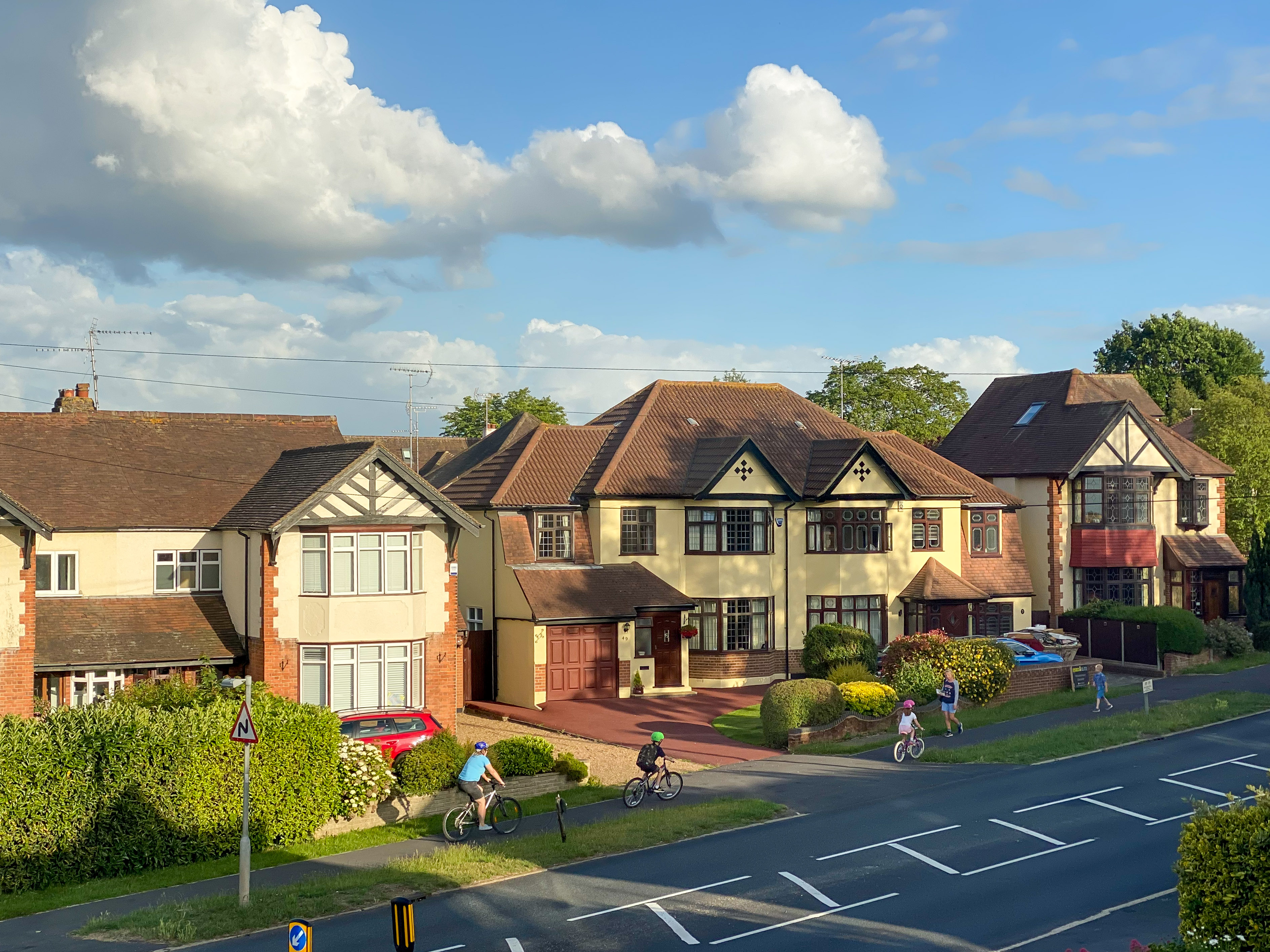
Fila de casas en Chelmsford Road, Shenfield.

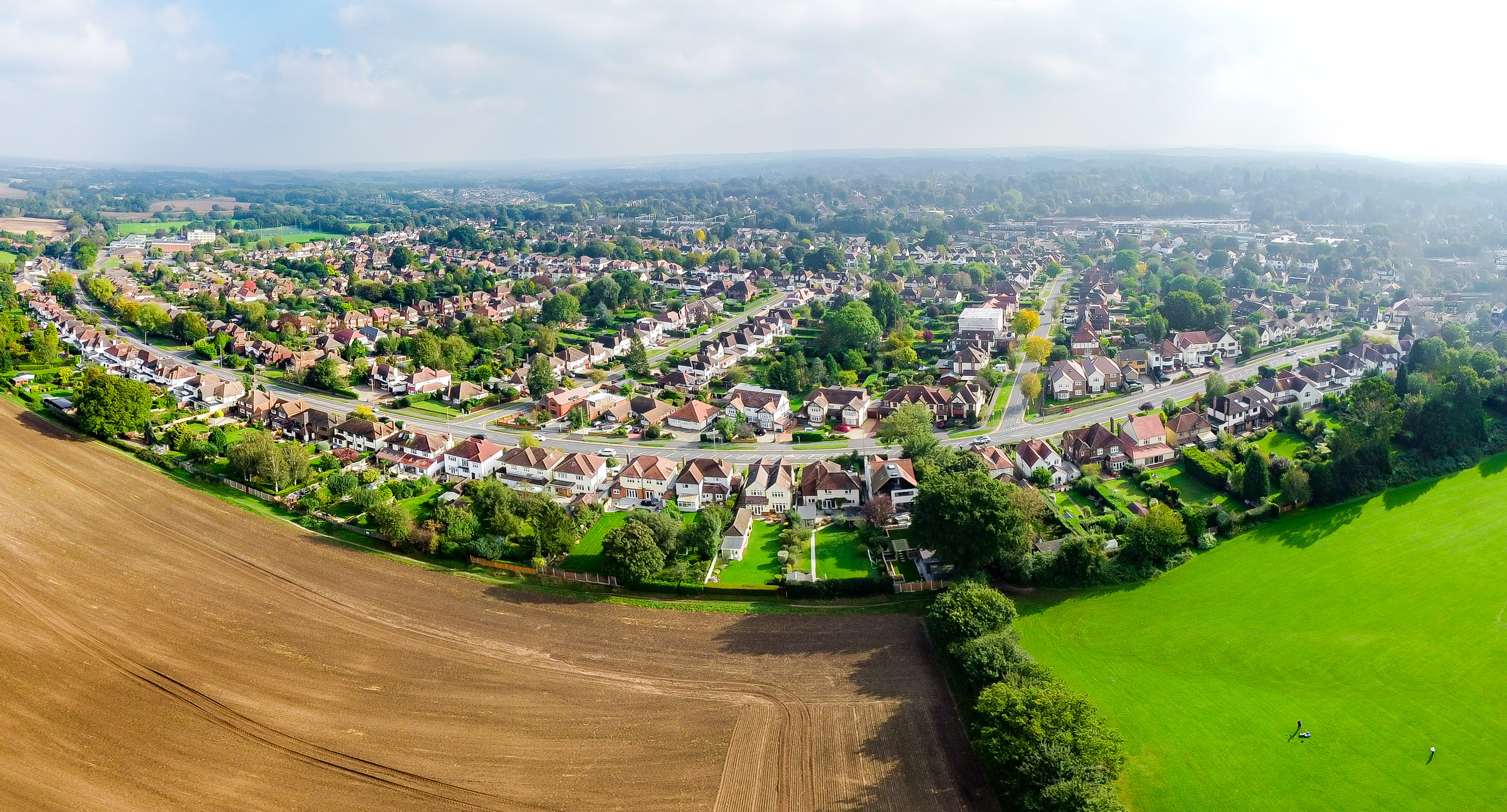
Shenfield desde arriba

## Deporte y ocio
El pueblo alberga el Shenfield Cricket Club, fundado en 1921 y situado en los Courage Playing Fields. El terreno fue otorgado por la familia cervecera Courage para uso del club de críquet. El emblema del club es un gallo, que hace eco tanto de la marca comercial de Courage como de la veleta en la iglesia de Santa María.
Los Courage Playing Fields también contienen un área de juegos para niños. Hay campos deportivos adicionales en Alexander Lane, junto a la Shenfield High School.

## Transporte

### Ferrocarriles

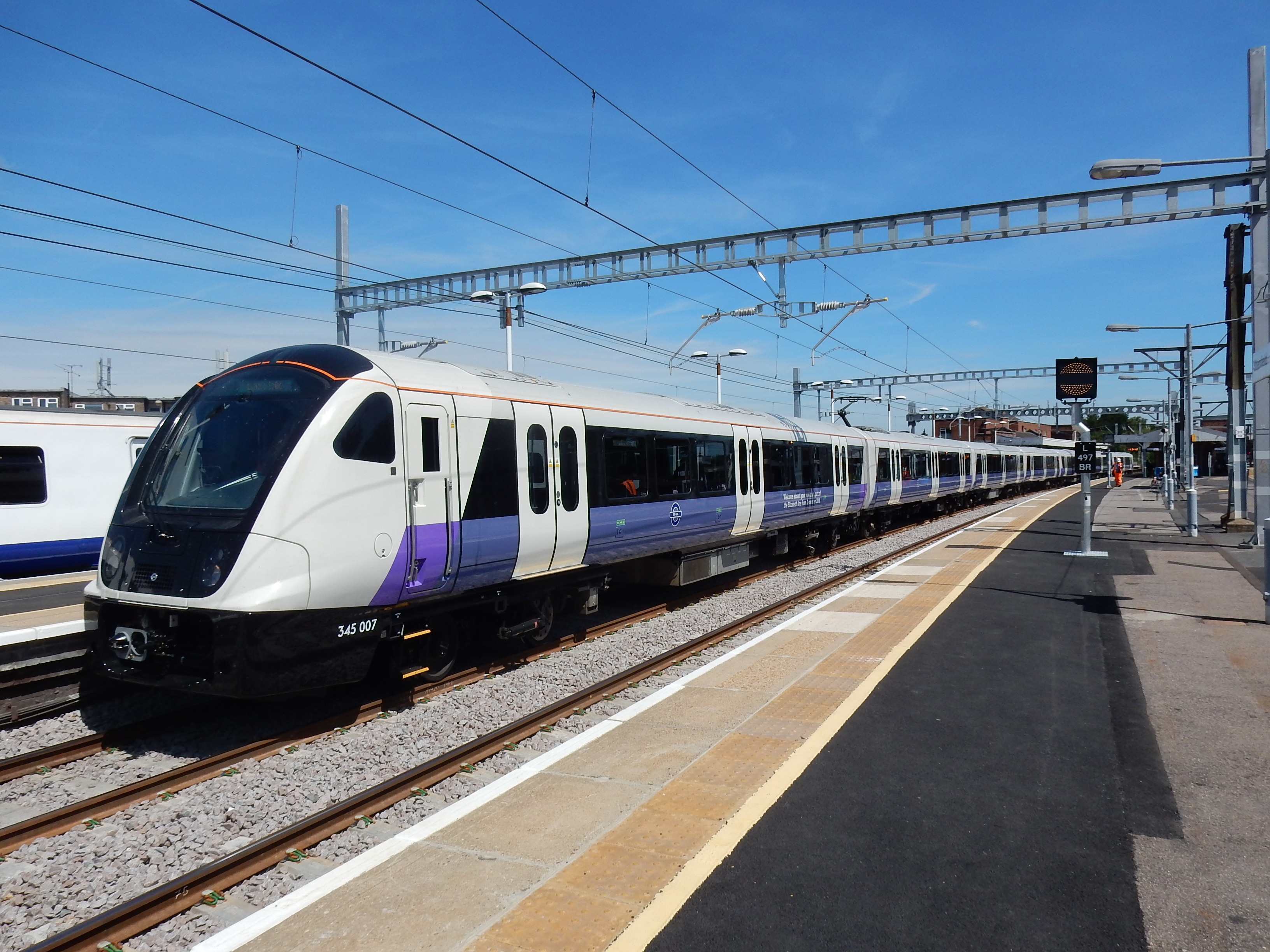
Tren de la línea Elizabeth en la estación de Shenfield

La estación de ferrocarril de Shenfield está situada en las siguientes líneas:
- Great Eastern Main Line: ofrece servicios directos a London Liverpool Street, Chelmsford, Braintree, Colchester, Clacton e Ipswich. Los servicios son operados por Greater Anglia.
- Shenfield–Southend line: ofrece servicios entre Liverpool Street, Billericay, Wickford, Southend Airport y Southend Victoria. La Crouch Valley line a Southminster es accesible cambiando en Wickford. También operado por Greater Anglia.
- Elizabeth line: Shenfield es el término oriental del servicio con paradas hacia Paddington, vía Brentwood, Romford, Stratford y Liverpool Street. Los trenes operan con una frecuencia fuera de hora punta de 8 trenes por hora, de los cuales dos continúan a Heathrow Terminal 5. Los servicios son operados por MTR Elizabeth line.

Actualmente, los servicios rápidos llegan a Liverpool Street en 20 a 25 minutos. Los servicios con paradas de la línea Elizabeth tardan 43 minutos. El servicio ferroviario contribuye a la importancia de Shenfield en el área metropolitana de Londres.
La estación está ubicada en la A129, en el extremo este de la calle principal.

### Autobuses
Las rutas de autobús en Shenfield son operadas principalmente por First Essex. Las rutas incluyen:
- 9 Brentwood - Billericay - Basildon
- 81 Warley - Hutton
- 251 Warley - Wickford
- 339 Epping - Shenfield
- 351 Warley - Chelmsford

## Escuelas
Hay dos escuelas secundarias estatales en el suburbio: Shenfield High School y St Martin's School; las dos escuelas primarias estatales son la escuela de la Iglesia de Inglaterra Shenfield St Mary's y Long Ridings.

## Comercio y compras
La zona comercial de Shenfield consiste principalmente en tiendas y bares independientes, tiendas y una gran cantidad de otros comercios, incluyendo comida para llevar, pequeños restaurantes, cafeterías, bancos y peluquerías.

## Espacios comunitarios
Shenfield tiene una biblioteca que estuvo en riesgo de cierre. Sin embargo, esto se evitó y se está construyendo una nueva biblioteca en su lugar con instalaciones comerciales y residenciales. El Hospital Comunitario de Brentwood sirve tanto a Shenfield como al borough más amplio, y está en Crescent Drive. Fue reconstruido en 2008 y es muy moderno. También hay un hospital privado Nuffield Health en Shenfield Road, a menos de un minuto del hospital del NHS.

## Desarrollo
Shenfield albergará el segundo mayor desarrollo residencial del borough como parte de su Plan de Desarrollo Local (LDP), Officers Meadow, con 825 viviendas. Estas se construirán en terrenos alrededor de Chelmsford Road cerca de la A12 y la línea ferroviaria. Se planea una nueva escuela primaria, guardería y residencia de ancianos, y hay esperanzas de que también se proporcionen comercios y un centro de salud. Enfrente, se están construyendo nuevos terrenos para el Hutton FC. Varios desarrollos residenciales menores han surgido en Crescent Drive, Shenfield Road y Chelmsford Road. También se han destinado 75 viviendas a terrenos al final de Bishop Walk, cerca de Priests Lane, no lejos del pueblo de Brentwood.